# Palmetto Estates
Palmetto Estates es un lugar designado por el censo ubicado en el condado de Miami-Dade en el estado estadounidense de Florida. En el Censo de 2010 tenía una población de 13.535 habitantes y una densidad poblacional de 2.365,73 personas por km².

## Geografía
Palmetto Estates se encuentra ubicado en las coordenadas 25°37′22″N 80°21′38″O / 25.62278, -80.36056. Según la Oficina del Censo de los Estados Unidos, Palmetto Estates tiene una superficie total de 5.72 km², de la cual 5.6 km² corresponden a tierra firme y (2.13%) 0.12 km² es agua.

## Demografía
Según el censo de 2010, había 13.535 personas residiendo en Palmetto Estates. La densidad de población era de 2.365,73 hab./km². De los 13.535 habitantes, Palmetto Estates estaba compuesto por el 47.35% blancos, el 41.82% eran afroamericanos, el 0.15% eran amerindios, el 3.32% eran asiáticos, el 0.05% eran isleños del Pacífico, el 3.27% eran de otras razas y el 4.03% pertenecían a dos o más razas. Del total de la población el 43.15% eran hispanos o latinos de cualquier raza.